# Charlotte (Michigan)
Charlotte is een plaats (city) in de Amerikaanse staat Michigan, en valt bestuurlijk gezien onder Eaton County.

## Demografie
Bij de volkstelling in 2000 werd het aantal inwoners vastgesteld op 8389.
In 2006 is het aantal inwoners door het United States Census Bureau geschat op 9017, een stijging van 628 (7,5%).

## Geografie
Volgens het United States Census Bureau beslaat de plaats een oppervlakte van
15,5 km², geheel bestaande uit land. Charlotte ligt op ongeveer 286 m boven zeeniveau.

## Plaatsen in de nabije omgeving
De onderstaande figuur toont nabijgelegen plaatsen in een straal van 20 km rond Charlotte.